# Титов Павло Іванович
Павло Іванович Титов (10 жовтня 1907, село Вишгородок Островського повіту Псковської губернії, тепер Питаловського району Псковської області, Російська Федерація — 12 вересня 1990, місто Москва) — радянський партійний і державний діяч, 1-й секретар Кримського обласного комітету ВКП(б). Депутат Верховної Ради СРСР 3-го скликання. Член ЦК КПРС у жовтні 1952 — лютому 1956 року.

## Біографія
Народився в родині робітника-залізничника, який загинув у 1923 році під час виконання службових обов'язків у місті Пскові.
З 1923 року — учень слюсаря, слюсар залізничного депо станції Псков. Вступив до комсомолу.
Член ВКП(б) з лютого 1926 року.
У 1926—1927 роках — завідувач відділу піонерів 2-го районного комітету ВЛКСМ міста Пскова.
У 1927—1929 роках — слухач робітничого факультету Ленінградського гірничого інституту.
У 1929—1930 роках — помічник машиніста депо Ленінград-Московське Октябрської залізниці.
У 1930—1931 роках — секретар осередку ВКП(б) майстерень залізничного депо Ленінград-Московське Октябрської залізниці.
У 1931—1932 роках — заступник секретаря комітету ВКП(б) депо Ленінград-Сортувальна-Московське Октябрської залізниці.
У 1932—1933 роках — завідувач організаційного відділу Дорожнього комітету профспілки залізничників Октябрської залізниці в місті Ленінграді.
У 1933—1935 роках — заступник начальника політичного відділу радгоспу «Рокитне» Кременчуцького району Полтавщини.
У 1935—1936 роках — начальник політичного відділу радгоспу «Боевой» Оренбурзької області.
У 1936—1937 роках — начальник політичного відділу радгоспу «Каинды-Кумакский» Адамовського району Оренбурзької області.
У 1937—1938 роках — заступник завідувача відділу керівних партійних органів Оренбурзького обласного комітету ВКП(б). У 1938—1939 роках — завідувач промислового відділу Оренбурзького (Чкаловського) обласного комітету ВКП(б).
4 лютого 1939 — 16 січня 1941 року — 2-й секретар Чкаловського міського комітету ВКП(б).
У січні — жовтні 1941 року — 3-й секретар Чкаловського обласного комітету ВКП(б).
У жовтні 1941 — лютому 1942 року — секретар Чкаловського обласного комітету ВКП(б) із оборонної промисловості.
У лютому 1942 — січні 1943 року — слухач Вищої школи партійних організаторів при ЦК ВКП(б).
У лютому — серпні 1943 року — секретар Свердловського обласного комітету ВКП(б) із промисловості.
У серпні 1943 — квітні 1944 року — секретар Свердловського обласного комітету ВКП(б) із озброєння. Одночасно в серпні 1943 — квітні 1944 року — завідувач відділу Свердловського обласного комітету ВКП(б).
У квітні 1944 — серпні 1946 року — відповідальний організатор Управління кадрів ЦК ВКП(б) у Москві. У серпні — грудні 1946 року — інспектор ЦК ВКП(б).
У грудні 1946 — серпні 1948 року — слухач Вищої партійної школи при ЦК ВКП(б).
У серпні 1948 — серпні 1949 року — інспектор ЦК ВКП(б).
7 серпня 1949 — 16 січня 1954 року — 1-й секретар Кримського обласного комітету ВКП(б) (КПРС).
11 лютого 1954 — червень 1957 року — заступник міністра радгоспів СРСР із кадрів.
У червні 1957 — червні 1958 року — заступник міністра сільського господарства СРСР.
У травні — серпні 1958 року — інспектор Ради міністрів Російської РФСР. 8 серпня 1958 — 21 березня 1961 року — завідувач Територіальної групою по районах Півночі і Північно-Заходу Інспекції Ради міністрів Російської РФСР.
21 березня 1961 — 1 квітня 1962 року — заступник міністра заготівель Російської РФСР із кадрів.
1 квітня — 25 жовтня 1962 року — заступник завідувача відділу радянських органів Ради міністрів Російської РФСР. 25 жовтня 1962 — 14 липня 1965 року — завідувач відділу радянських органів Ради міністрів Російської РФСР.
14 липня 1965 — 27 травня 1968 року — завідувач організаційно-інструкторського відділу Управління справами Ради міністрів СРСР.
З 1968 року — на пенсії в місті Москві.
У квітні — липні 1969 року — старший референт резерву Управління кадрів Міністерства зовнішньої торгівлі СРСР.
У липні 1969 — вересні 1974 року — старший інспектор відділу кадрів по соціалістичних країнах Управління кадрів Міністерства зовнішньої торгівлі СРСР.
З вересня 1974 року — персональний пенсіонер союзного значення в Москві.
Помер 12 вересня 1990 року в Москві. Похований на Головинському цвинтарі Москви.

## Нагороди
- орден Вітчизняної війни ІІ ст. (13.06.1945)
- орден Трудового Червоного Прапора (9.10.1967)
- два ордени «Знак Пошани» (21.06.1945, 11.01.1957)
- медаль «За трудову доблесть»
- медалі